# Embelia biflora
Embelia biflora är en viveväxtart som beskrevs av Carl Christian Mez. Embelia biflora ingår i släktet Embelia och familjen viveväxter. Inga underarter finns listade i Catalogue of Life.